# 西美濃厚生病院

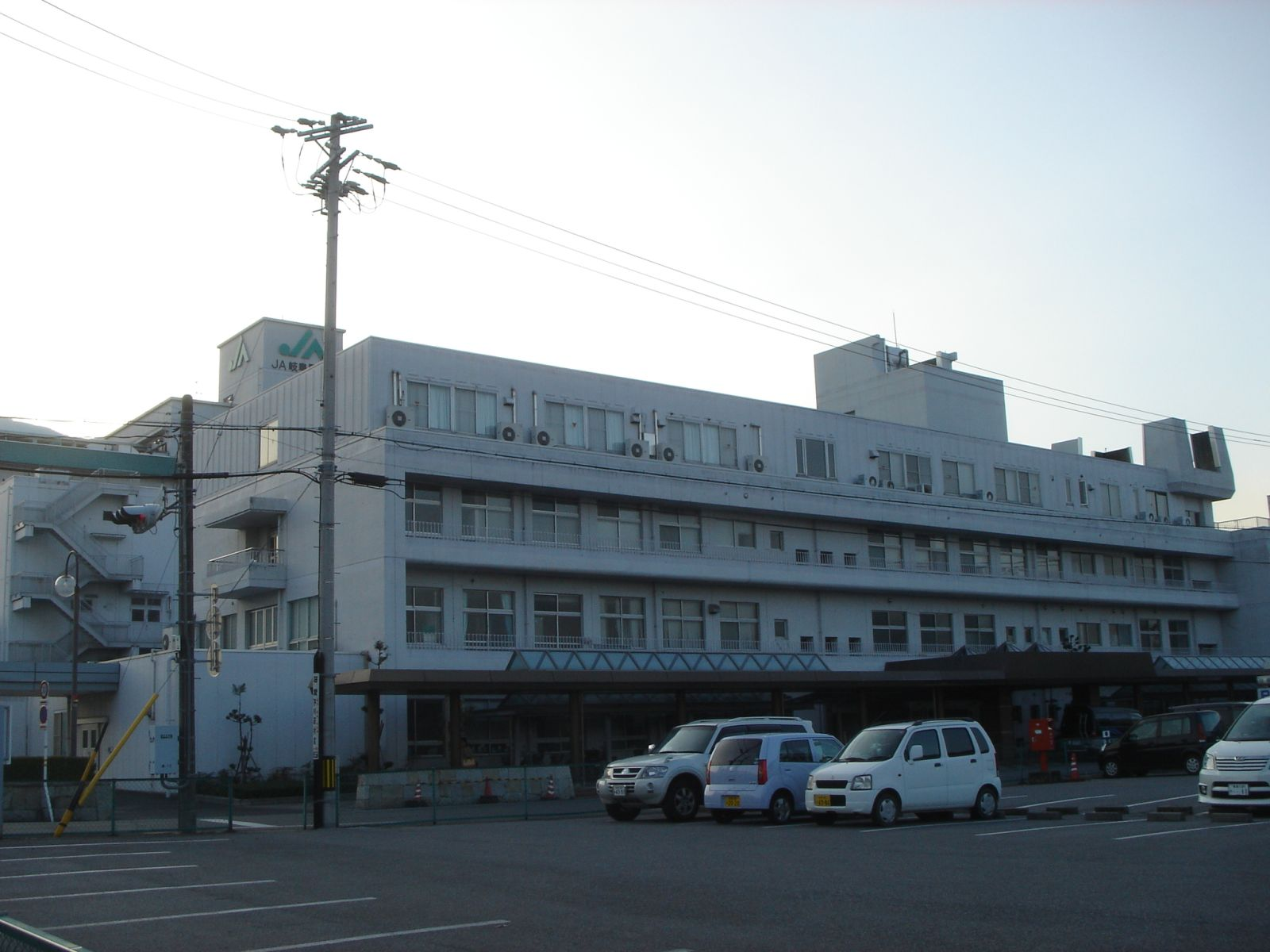
外来診療棟（2007年撮影）

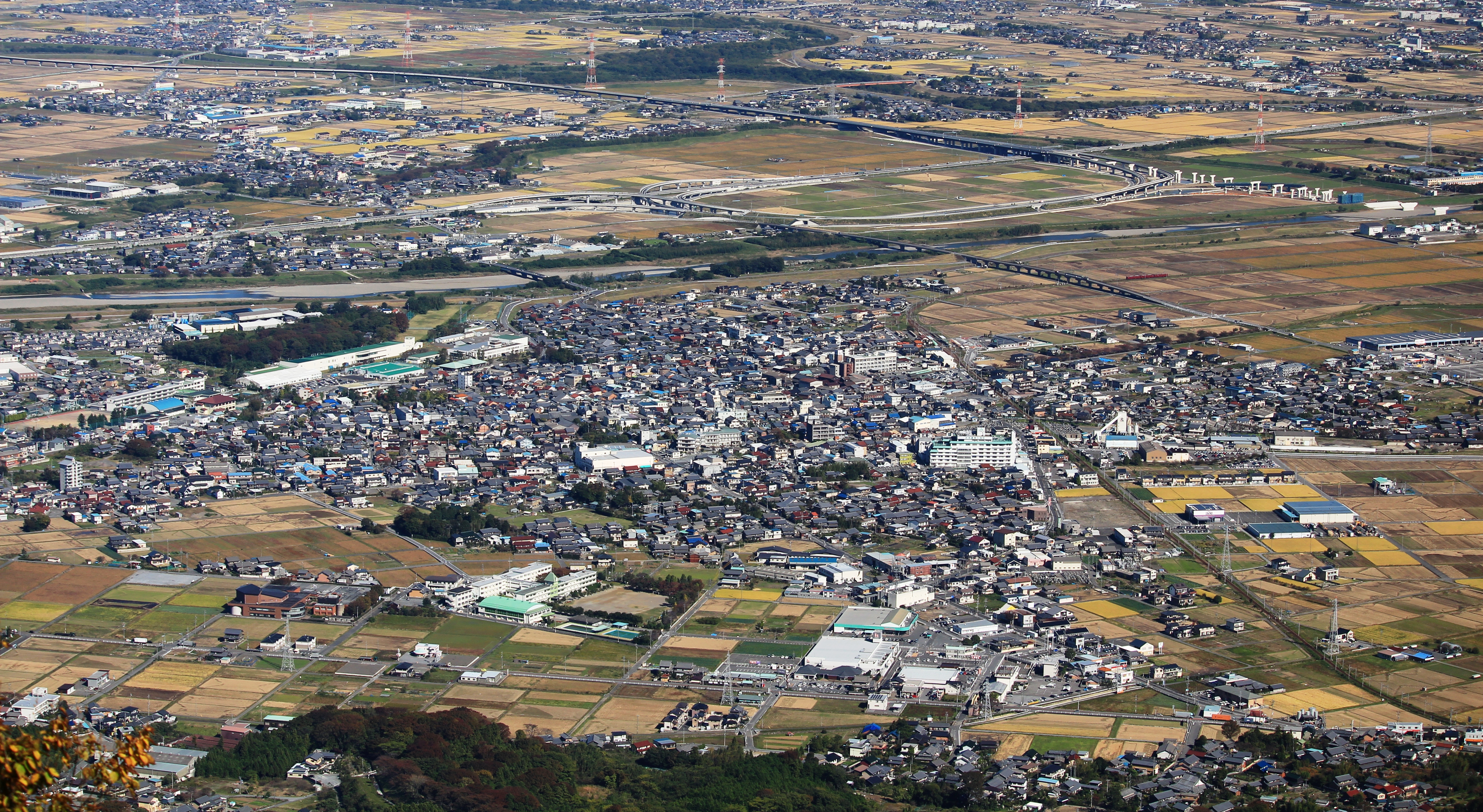
養老町中心部と北東にある美濃高田駅

岐阜県厚生農業協同組合連合会西美濃厚生病院（ぎふけんこうせいのうぎょうきょうどうくみあいれんごうかいにしみのこうせいびょういん）は、岐阜県養老郡養老町にある、JA岐阜厚生連（岐阜県厚生農業組合連合会）が運営する病院である。全国厚生農業協同組合連合会の病院の一つである。
旧称、養老中央病院。

## 概要
- 養老郡の地域医療の中核病院である。
- 2023年（令和5年）10月に揖斐厚生病院と統合。西濃厚生病院が開院するが、西美濃厚生病院は閉院せず、医療機能を縮小し、回復期・慢性期機能を担う病院として存続する[1]。

## 建物
- 外来診療棟：4階建
- 中央診療棟：3階建
- 病棟：7階建

## 沿革
- 1948年（昭和23年）：厚生連の設立により岐阜県農業会より高田診療所を譲り受ける。
- 1955年（昭和30年）：高田診療所を閉鎖し高田病院を開設。
- 1974年（昭和49年）：養老中央病院と改称。
- 2003年（平成15年）：西美濃厚生病院に改称。
- 2021年（令和3年）：揖斐厚生病院と統合を発表。2023年（令和5年）10月に西濃厚生病院（仮称）を揖斐郡大野町に開設する予定[2]。
- 2023年（令和5年）5月：西濃厚生病院の開院後は医療機能を縮小し、回復期・慢性期機能を担う病院として存続することに変更。 外科、麻酔科は⾮常勤体制の診療となる。

## 診察科
- 内科
- 循環器科
- 外科
- 整形外科
- 脳神経外科
- 小児科
- 眼科
- 皮膚科
- 泌尿器科
- 婦人科
- リハビリテーション科
- 歯科
- 耳鼻咽喉科　など

## 交通アクセス
- 養老鉄道養老線 美濃高田駅より徒歩で約10分。
- 東側に岐阜県道96号大垣養老公園線が通る。
- 東海環状自動車道 養老ICから車で約10分。

## JA岐阜厚生連の病院
- 久美愛厚生病院
- 東濃厚生病院
- 中濃厚生病院
- 西濃厚生病院
- 西美濃厚生病院